# Sven Delanoy
Sven Delanoy (Turnhout, 7 oktober 1983) is een Belgische voetballer die speelt voor FC Dordrecht. Hiervoor speelde hij drie jaar voor Willem II. Zijn positie op het veld is rechtermiddenvelder.

## Loopbaan
Willem II 
Delanoy begon bij Vrij Arendonk. Daarna heeft hij de jeugdopleiding genoten bij Willem II. 
Hij debuteerde in 2003 voor Willem II. Hij speelde hier drie seizoenen waarin hij in totaal 17 wedstrijden speelde en daarin niet tot scoren kwam.
RBC Roosendaal
De trainer van RBC in het begin van het seizoen 2006/2007 (Robert Maaskant) had met Delanoy gewerkt bij Willem II. Onder Maaskant kreeg de middenvelder af en toe eens een kans maar onder het bewind van trainer Zwamborn niet. Delanoy kreeg te horen dat hij mocht vertrekken en RBC toonde interesse. Delanoy tekende in Roosendaal een contract tot eind juni 2009. Delanoy debuteerde in 2006 voor RBC Roosendaal. In het seizoen 2006/2007 speelde hij 36 wedstrijden waarin hij zeven keer tot scoren kwam. Hij had een belangrijke rol in het team dat net niet promoveerde in datzelfde seizoen. Tot nu toe speelde Delanoy in het seizoen 2007-2008 33 wedstrijden waarin hij 2 keer tot scoren kwam.
FC Dordrecht
Aan het begin van seizoen 2009-2010 werd bekend dat Delanoy een tweejarig contract tekende bij FC Dordrecht.
KV Turnhout
Vanaf seizoen 2010-2011 speelde hij bij KV Turnhout, waarmee hij dat seizoen degradeerde naar derde nationale.
Sportkring Sint-Niklaas
Tijdens de winterstop van het seizoen 2011-2012 maakte hij de overstap naar SK Sint-Niklaas.

## Clubstatistieken
| Seizoen   | Club                           | Duels | Goals |
| --------- | ------------------------------ | ----- | ----- |
| 2003/2004 | Willem II (Eredivisie)         | 4     | 0     |
| 2004/2005 | Willem II (Eredivisie)         | 9     | 0     |
| 2005/2006 | Willem II (Eredivisie)         | 4     | 0     |
| 2006/2007 | RBC Roosendaal (1e divisie)    | 36    | 7     |
| 2007/2008 | RBC Roosendaal (1e divisie)    | 37    | 2     |
| 2008/2009 | RBC Roosendaal (1e divisie)    | 33    | 2     |
| 2009/2010 | FC Dordrecht (1e divisie)      | 0     | 0     |
| 2010/2011 | KV Turnhout (2e nationale)     | 0     | 0     |
| 2011/2012 | KV Turnhout (3e nationale)     | 0     | 0     |
| 2011/2012 | SK Sint-Niklaas (2e nationale) | 0     | 0     |